# Niederlenz
Niederlenz (schweizertyska: Niderlänz) är en ort och kommun i distriktet Lenzburg i kantonen Aargau, Schweiz. Kommunen har 4 896 invånare (2023).